# Доннелли, Джо
Джозеф Саймон «Джо» Доннелли старший (англ. Joseph Simon "Joe" Donnelly, Sr.; род. 29 сентября 1955, Массапекуа, штат Нью-Йорк) — американский политик-демократ, сенатор США от штата Индиана (2013—2019). Посол США при Святом Престоле с 11 апреля 2022.

## Биография
В 1977 году получил степень бакалавра искусств в Университет Нотр-Дам, в 1981 году там же — степень доктора права (J.D.).
Занимался адвокатской практикой в юридической фирме Lawyer at Nemeth, Feeney and Masters в Саут-Бенде, владел собственным бизнесом.
В 2004 году предпринял неудачную попытку избрания в Конгресс США 108-го созыва.
Избран в Палату депутатов США 110-го созыва, переизбран в два последующих созыва и сохранял за собой мандат с 3 января 2007 по 3 января 2013 года.
В 2012 году избран в Сенат США от штата Индиана, победив с результатом 49,9 % сторонника «движения чаепития», республиканца Ричарда Мёрдока, которого поддержали 44,3 % избирателей (в республиканских праймериз Мёрдок выбил из предвыборной гонки обладателя должности — известного сенатора Ричарда Лугара). В ноябре 2018 года Доннелли потерпел поражение от республиканского бизнесмена Майка Брауна.
11 апреля 2022 года вступил в должность посла США при Святом Престоле.
30 мая 2024 года объявил об уходе в отставку с 8 июля 2024 года.